# Hiszpanka
Pour plus de détails, voir Fiche technique et Distribution.
Hiszpanka (littéralement « l'Espagnole ») est un film historique dramatique polonais écrit et réalisé par Łukasz Barczyk et sorti en 2015.

## Fiche technique
- Titre : Hiszpanka
- Réalisation : Łukasz Barczyk
- Scénario : Łukasz Barczyk
- Montage : Łukasz Barczyk et Jarosław Kamiński
- Costumes : Dorota Roqueplo et Andrzej Szenajch (pl)
- Musique : Hanna Kulenty (pl)
- Production :
- Photographie : Karina Kleszczewska
- Décors : Jagna Janicka (pl)
- Pays d'origine :  Pologne
- Langue : Polonais
- Format :
- Genre : Drame, historique et guerre
- Durée : 110 minutes
- Dates de sortie :
- Pologne : 21 janvier 2015

## Distribution
- Crispin Glover : docteur Manfred Abuse
- Artur Krajewski (pl) : docteur Rudolf (Kazimierz) Funk
- Florence Thomassin : Anne Besaint
- Jan Frycz : Ignacy Jan Paderewski
- Jakub Gierszał : Krystian Ceglarski
- Patrycja Ziółkowska (pl) : Wanda Rostowska
- Karl Markovics : Inspecteur Schreck
- Sandra Korzeniak (pl) : Madame Malicka
- Bruce Glover : Kubryk
- Tomasz Kowalski : Wiktor Pniewski
- Jan Peszek (pl) : Tytus Ceglarski
- Jack Recknitz (pl) : Tiedemann
- Thomas Schweiberer : Fischer
- Piotr Głowacki : Mieczysław Paluch
- Agnieszka Podsiadlik : Helena Paderewska

## Récompenses et distinctions
- Camerimage 2015  
  - nommé pour la Grenouille d'or
- Polskie Nagrody Filmowe en 2016
  - meilleurs costumes
- Festival du film polonais de Gdynia en 2015
  - meilleurs costumes